# Michael Wessing
Michael Thomas Maria Wessing (ur. 29 sierpnia 1952 w Recklinghausen, zm. 7 maja 2019 w Osnabrück) – zachodnioniemiecki lekkoatleta specjalizujący się w rzucie oszczepem.
Mistrz Europy z 1978 (wygrał rzutem na odległość 89,12m). Cztery lata wcześniej - podczas ME 1974 – zajął 14. miejsce (71,68 m). Uczestnik igrzysk olimpijskich w Montrealu gdzie z wynikiem 79,06 uplasował się na 9. pozycji. Rekord życiowy: 94,22 (sierpień 1978, Oslo). Wynik ten był wówczas rekordem RFN w rzucie oszczepem, a także najlepszym wynikiem w 1978 na świecie. Na liście wyników wszech czasów w rzucie oszczepem (starym modelem) zajmuje 9. miejsce.